# Luiza Pesjak
Luiza Pesjak (również Lujiza Pesjakova; ur. 12 czerwca 1828 w Lublanie, zm. 31 marca 1898 tamże) – słoweńska pisarka, poetka i tłumaczka. Jest uznawana za pierwszą kobietę, która napisała powieść, jak i również jako pierwsza wprowadziła do literatury motyw macierzyństwa w Słowenii.

## Życiorys
Alojzija Crobath urodziła się 12 czerwca 1828 jako córka prawnika Blaža Crobatha. Została ochrzczona 13 czerwca tego samego roku. Uczęszczała do Instytutu Fröhlicha, a także była uczona przez lokalnych nauczycieli, m.in. przez France’a Prešerena. Korespondowała ze zaznajomionymi pisarzami z Franem Levstikem, Simonem Gregorčičiem i Josipem Stritarem. Pesjak poświęcała dużo czasu nad czytaniem, oglądaniem twórczości w teatrze oraz operze, podróżowaniem i życiem towarzyskim. Jest uważana za jedną z pierwszych słoweńskich nowelistów, wydając powieść Beatin dnevnik (pol. Dziennik Beaty) w 1887, pisała również poezję oraz libretto do operetki Gorenjski slavček. Pesjak zawierała w swoich dziełach patriotyczne przesłania. Twórczość wydawała w Słowenii i Niemczech. Z początku jej pierwsze dzieła były po niemiecku, kiedy nie umiała jeszcze słoweńskiego.

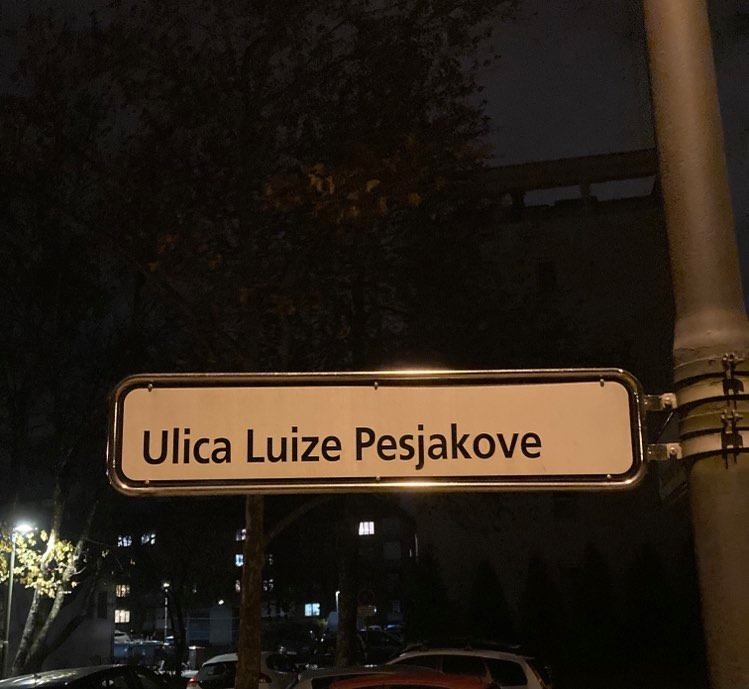
Ulica Luizy Pesjak (2020)

13 lipca 1848 zmarł jej ojciec. 3 października tego samego roku Pesjak zawarła małżeństwo z przedsiębiorcą Simonem Pesjakiem. Mieli pięć córek: Helenę, Louisę, Mary, Idę i Emmę. Rodzina posługiwała się językiem niemieckim i francuskim, dla dziewczynek zaproszono miejscowych nauczycieli do nauki języka słoweńskiego, kiedy w Cesarstwie Austrii wprowadzono zmianę w konstytucji przyznającą swobodę obywatelską i polityczną w 1860. Po tym wydarzeniu Pesjak zaczęła uczyć się i pisać w tym języku. Rozpoczęła również promować naukę lokalnego języka i tłumaczyć na niego wiersze. Pesjak zajęło dziesięć lat zanim jej udało się jej wydać pamiętnikową powieść w 1887. Pod koniec jej życia stabilność finansowa spadła, a sama została prawie zapomniana. W 1897 doznała udaru mózgu w Podbrezju; zmarła w marcu 1898 w Lublanie.
Na jej cześć została nazwana ulica w lublańskiej dzielnicy Bežigrad, a portret Luizy Pesjak autorstwa Michaela Stroja został wykorzystany na jugosłowiańskim znaczku pocztowym. Tenże portret można obejrzeć w Narodowej Galerii Słowenii, w której jest jednym z najbardziej popularniejszych dzieł muzeum.

## Dzieła

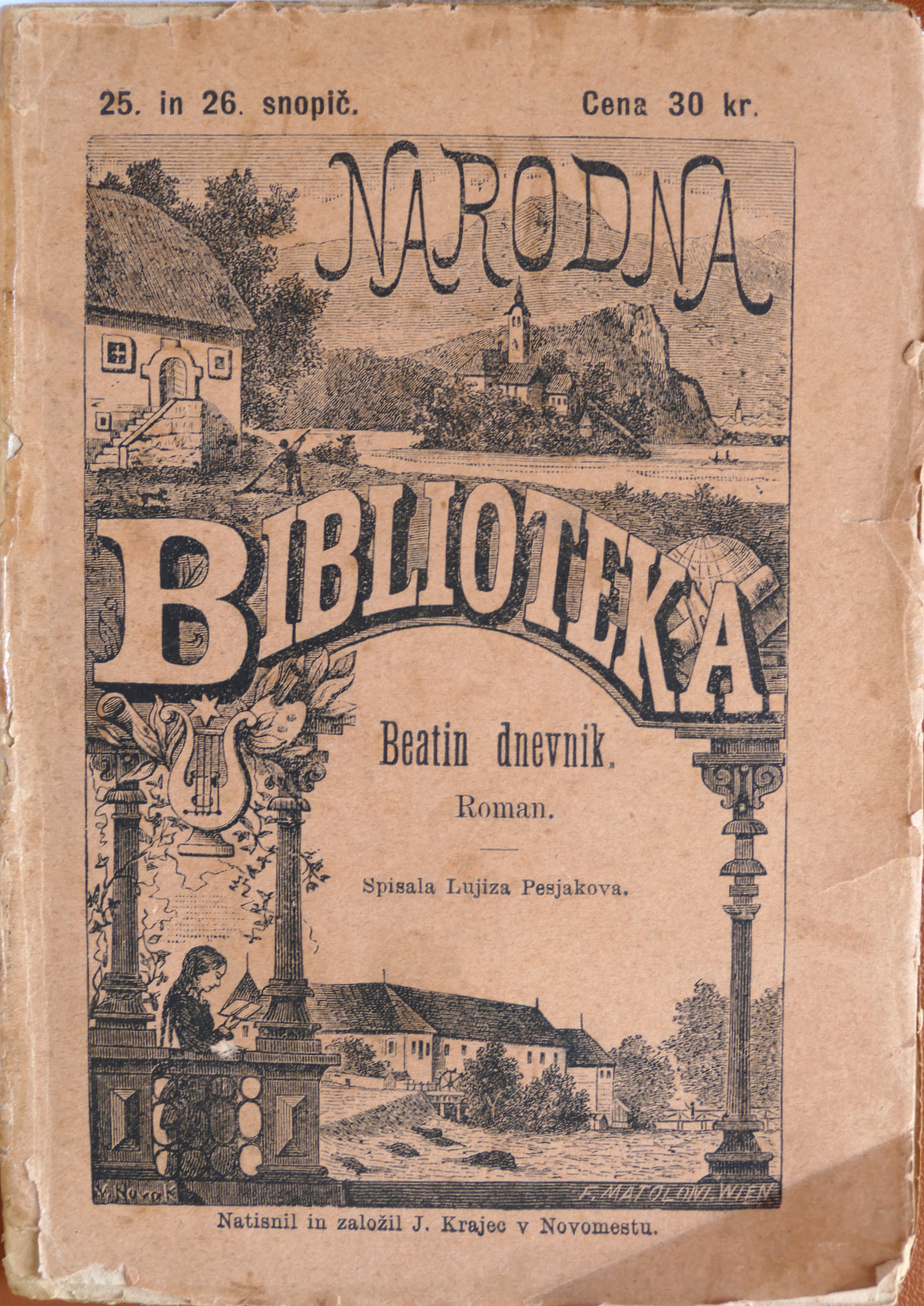
Okładka Beatin dnevnik, wydanie z 1887

### Utwory
- Kar ljubim (1864)
- Vijolice (1885)

### Proza
- Očetova ljubezen (1864)
- Dragotin (1864)
- Rahela (1870)
- Beatin dnevnik (1887)

### Dramat
- Svitoslav Zajcek (1865)
- Slovenia Guide (1866)
- In Koprivnik (1872)

### Libretto
- Gorenjski slavček (1872)

### Autobiografia
- Iz mojega detinstva (1886)